# 천안새샘중학교
천안새샘중학교(天安새샘中學校)는 대한민국 충청남도 천안시 동남구 신방동에 위치한 공립 중학교이다.

## 학교 연혁
- 2006년 10월 23일 : 설립인가(30학급)
- 2009년 3월 1일 : 제1대 김영천 교장 취임
- 2009년 3월 5일 : 제1회 입학식(7학급 251명)
- 2009년 4월 17일 : 개교식
- 2012년 2월 9일 : 제1회 졸업식(7학급 263명)
- 2014년 3월 1일 : 자유학기제 교육과정 연구학교 운영
- 2024년 1월 4일 : 제13회 졸업식(315명, 총 4,195명)
- 2024년 3월 1일 : 제6대 김종찬 교장 취임
- 2025년 3월 1일 : 제7대 김기석 교장 취임

## 참고 자료
- 천안새샘중학교 - 한국교육학술정보원 학교알리미